# Sant Mateu de Vilanna

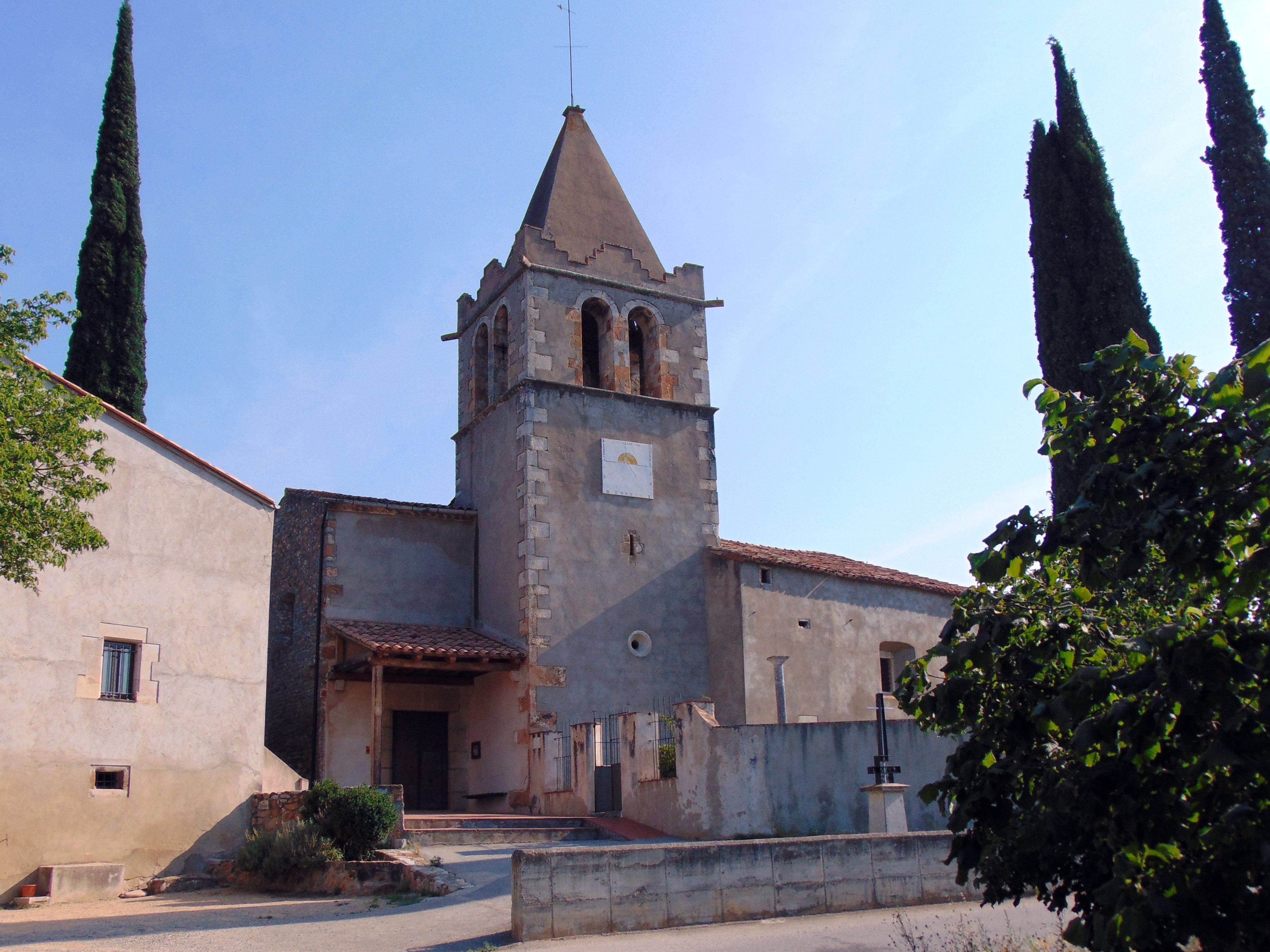

Sant Mateu de Vilanna és un monument del municipi de Bescanó (Gironès) inclòs en l'Inventari del Patrimoni Arquitectònic Català. Edifici d'una nau amb creuer, capelles laterals i capçalera carrada. La nau, els braços de creuer i l'absis són coberts amb volta de canó i les dues capelles i la intersecció de les naus amb arcs de creueria. L'accés és lateral i la porta, amb data de 1678 està precedida per un porxo a dues vessants d'encavallada de fusta sostinguda per una columna de pedra. El campanar, de planta quadrada, té dues parelles d'arcs per banda i coberta piramidal. El parament, a l'interior i a l'exterior, és arrebossat i es troba en mal estat.
Les primeres notícies documentals daten del 899 quan la parròquia era possessió del monestir d'Amer. El 1319 Guillem Castell pren homenatge pels delmes d'aquesta a favor del bisbe de Girona. També es té constància de la venda de la jurisdicció pel rei don Joan a Bernat Arc. El temple actual data, però, del segle xvii i possiblement fou acabat l'any 1678, com indica la llinda de la porta.